# Banjaran (Bangsri)
Banjaran is een bestuurslaag in het regentschap Jepara van de provincie Midden-Java, Indonesië. Banjaran telt 7901 inwoners (volkstelling 2010).